# Bardas Boilas
Bardas Boilas (mittelgriechisch Βάρδας Βόϊλας, † nach 923/24) war ein Rebell gegen den byzantinischen Kaiser Romanos I.
Bardas Boilas amtierte unter Romanos I. als Strategos des Themas Chaldia im Nordosten Kleinasiens. Um 923/24 zettelte er mit Unterstützung des Chalders Adrianos und des wohlhabenden Armeniers Tačat eine Rebellion gegen den Kaiser an. Die Aufständischen verschanzten sich in der Festung Baiburt, mussten sich aber schließlich dem Domestikos der Scholen Johannes Kurkuas ergeben, der von Kaisareia aus mit einer Streitmacht gegen sie gezogen war. Bardas wurde zum Mönch geschoren, seine prominenten Mitverschwörer geblendet. Seine Nachfolge als Strategos von Chaldia trat Johannes Kurkuas’ Bruder Theophilos an.